# Репяховское
Репяхо́вское (бел. Рапяхо́ўскае) — озеро в Мядельском районе Минской области Белоруссии. Располагается к западу от деревни Репяхи. Относится к бассейну реки Мяделка. Входит в состав Мядельской группы озёр.
Озеро занимает округлую котловину остаточного типа. Её длина составляет 0,1 км, наибольшая ширина — столько же. Площадь зеркала — 0,008 км². Длина береговой линии — 0,33 км.
Высота склонов котловины достигает 10 м. Берега невыраженные, сливающиеся со склонами, заболоченные. Из озера вытекает ручей, впадающий в озеро Мядель.